# Palacio Senatorial (Trapani)
El Palacio Senatorial, también conocido como Palacio Cavarretta, es un edificio histórico situado en Via Torrearsa en Trapani. Fue sede del Senado de la ciudad y hoy del municipio. 
Se encuentra en el punto donde Via Torrearsa (antiguamente Via degli Scultori) cruza Corso Vittorio Emanuele (antiguamente Rua Grande), a la derecha de la fachada se encuentra la Torre del Reloj. Actualmente es la sede del Ayuntamiento Trapani.

## Historia
Originalmente construido en el siglo XV, fue ampliado y renovado en 1672 con la incorporación de la elegante y majestuosa fachada, obra del caballero de Jerusalén Giacomo Cavarretta, según diseño del arquitecto Andrea Palma, en la antigua Loggia dei Pisani, que data de Regresamos al año 1400  para dar la bienvenida a la importante institución de la ciudad. 

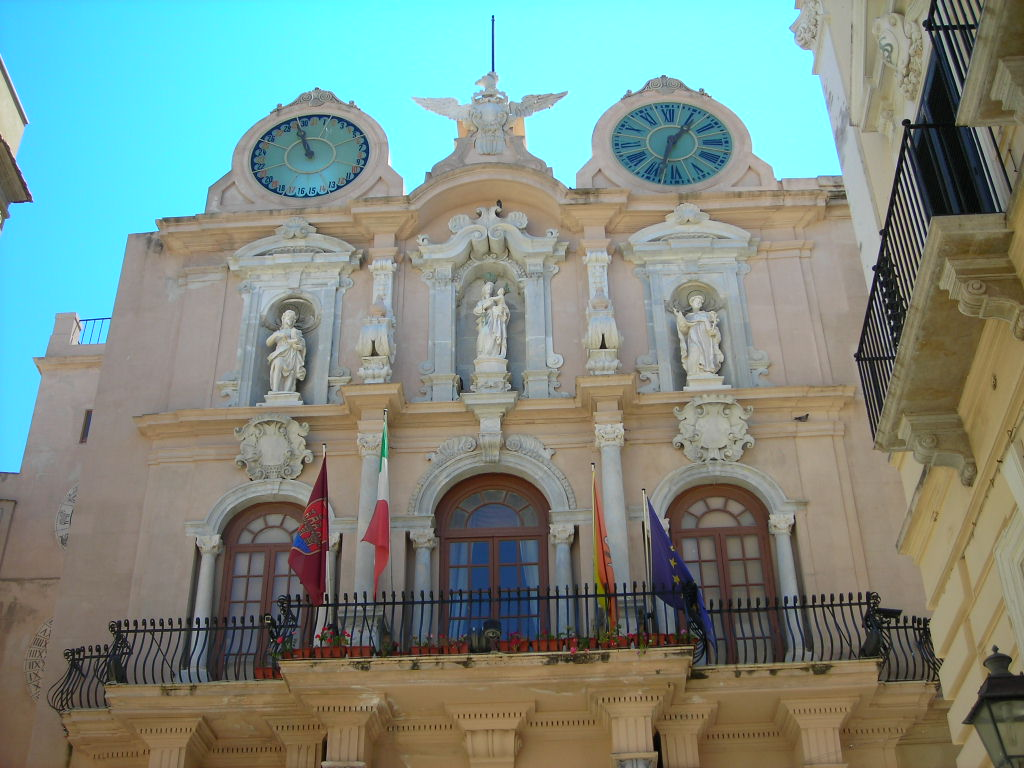
Las tres estatuas de la fachada principal y los dos relojes

## Arquitectura
El Palacio, de clara influencia barroca, se estructura en tres niveles. En la fachada, en la parte superior, se encuentran las estatuas de la Virgen de Trapani (en el centro), de San Juan Bautista y de San Alberto de Trapani, obras de Giuseppe Nolfo, realizadas en 1700. En 1827 se añadieron las dos características cajas con el reloj y el calendario. Entre ambos hay un friso que representa el águila con el escudo de la ciudad.